# 王倫
王倫（おうりん）は、中国の小説で四大奇書の一つである『水滸伝』の登場人物。
渾名は白衣秀士（はくいしゅうし）で無位無官の書生という意味。梁山泊の、初代首領(好漢の集団となる前の旧梁山泊の首領)。

## 生涯
昔科挙を受けたが落第し、友人の杜遷とともに世を拗ね梁山泊で山賊となり、後に宋万、朱貴らが加わって800人ほどの手下を抱えるまでに成長した。また柴進とも親交がある。
物腰柔らかで、人当たりの良い人物だが、実は狭量な性格で何の実力も理想もなくただ官憲の追及から逃れ、自身の梁山泊の首領としての地位を守ることしか頭にない。そのため自身より優れた人物が入山するのを極端に嫌った。柴進の推薦で武勇に優れた林冲が入山を請うたときも、様々な難癖をつけてこれを拒もうとしたが、条件付きで楊志に打ち勝った場合に入山を許可する旨を出した。結局は林冲と楊志は互角に終わり、杜遷、宋万、朱貴の進言で林冲の入山を渋々と許可した。
さらに晁蓋、呉用、公孫勝、劉唐、阮小二、阮小五、阮小七の七人の好漢の入山に際しても食糧不足を理由にはした金をよこして追い払おうとした。しかし朝廷に対抗できる力を得るため山内の変革を求めていた林冲がこれに猛反対し、口論の末に王倫は林冲に斬り殺され、晁蓋が新たな梁山泊の主となった。
このように王倫は小物として扱われ、作中でも悪く言われているものの、梁山泊という天然の要害に目を付けそこに無頼漢の根城を築いた人物で、その点では物語上重要な人物である。